# 藤村勝
藤村 勝（ふじむら まさる、1949年 - ）は、日本の構造家。NPO法人「みんなの耐震推進会」代表や東京都建築安全支援協会構造技術統括を務める。東京都建築士事務所協会 構造技術専門委員会 委員長。

## 人物
長野県生まれ。
1972年 日本大学理工学部建築学科卒業後、竹中工務店東京本店設計部構造グループを経て現職。

## 参照
- 一般社団法人東京都建築安全支援協会|協会のご紹介
- 耐震評定委員会
- https://dl.ndl.go.jp/view/download/digidepo_10637738_po_ART0010179449.pdf?contentNo=1&alternativeNo=
- http://www.jci-net.or.jp/~tc84a/member.html